# Доній Буковаць-Жаканський
45°37′ пн. ш. 15°20′ сх. д. / 45.62° пн. ш. 15.34° сх. д.
Доній Буковаць-Жаканський (хорв. Donji Bukovac Žakanjski) — населений пункт у Хорватії, у Карловацькій жупанії у складі громади Жаканє.

## Населення
Населення за даними перепису 2011 року становило 115 осіб.
Динаміка чисельності населення поселення: